# Ragnarök
Ragnarök (tạm dịch: Hoàng hôn của chư thần) là ngày Tận thế trong thần thoại Bắc Âu. Đây là một chuỗi các sự kiện đen tối trong tương lai dẫn đến một trận chiến lớn - sự kết thúc của vũ trụ và cái chết của nhiều vị thần trong thần thoại Bắc Âu, có nét tương đồng với Khải huyền trong Kinh thánh. Hàng loạt thảm họa tự nhiên khác nhau xuất hiện, núi lửa phun trào, động đất, bầu trời và mặt đất bị thiêu rụi, đại hồng thủy, Midgard chìm xuống đại dương. Chín ngày sau Ragnarok, thế giới sẽ lại nổi lên lần nữa và màu mỡ, những vị thần còn sống sót sau cuộc chiến sẽ trở lại Asgard và thế giới sẽ được tái sinh, loài người sẽ được phục hồi bởi hai người còn sống sót trú ẩn trong Hoddmimis Holt của Mimir. Ragnarök là một sự kiện quan trọng trong thần thoại Bắc Âu, chủ đề của luận học thuật, lý thuyết trong suốt lịch sử của nghiên cứu Đức và bán đảo Scandinavia.

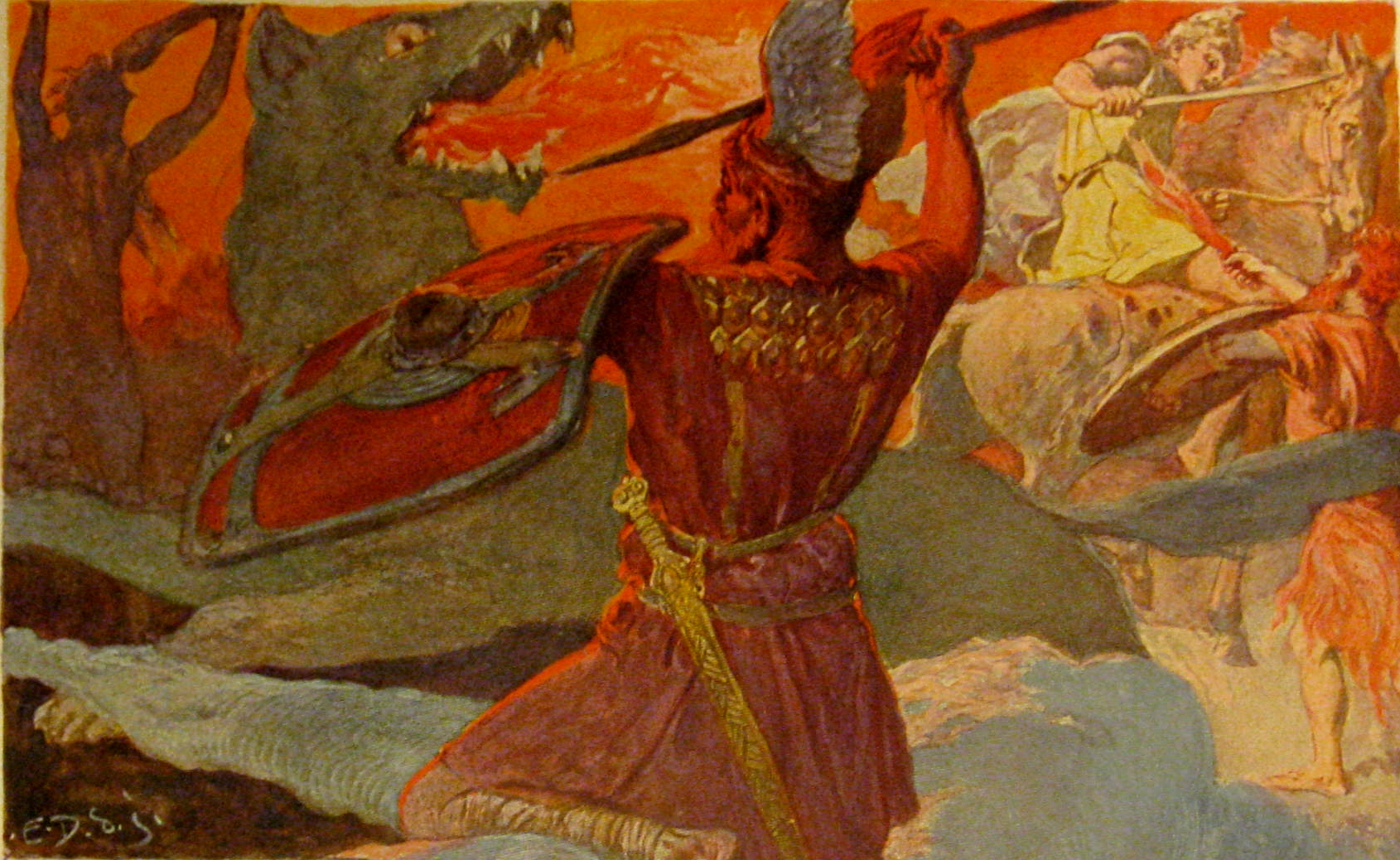
Odin chiến đấu với chó sói Fenrir. Thần Freyr chiến đấu với Surt trong Ragnarök.

## Nguyên tự
Từ "ragnarok" đã có một lịch sử lâu dài liên quan đến cách giải nghĩa. Yếu tố đầu tiên của nó, "ragna", là tính từ của từ "rogn" mang nghĩa "quyền năng" và "thần thánh". Dạng số nhiều của rogn là regin. Tuy nhiên, yếu tố thứ hai của nó lại có hai biến thể là "rök" và "røkkr". "Rök" có ý nghĩa là "căn nguyên", "số phận" hoặc "kết thúc". Hình thức khác là "Ragnarøkkr" được tìm thấy trong các bài thơ "Lokasenna" và cả Prose Edda. Danh từ "røkkr" là "hoàng hôn" hay "tối". Như vậy, có thể hiểu Ragnarok là "sự diệt vong của thần linh" hay "hoàng hôn của chư thần".
Một vài cụm từ khác để nói về sự kiện này là "aldar rökr" ("kết thúc của thời gian"), "tiva rökr" ("diệt vong của chư thần") và "þá er regin deyja" ("khi các vị thần tử trận") trong Vafthrudnismal, cùng với "unz um rjufásk regin" ("thần thánh sẽ bị tiêu diệt") trong Lokasenna.

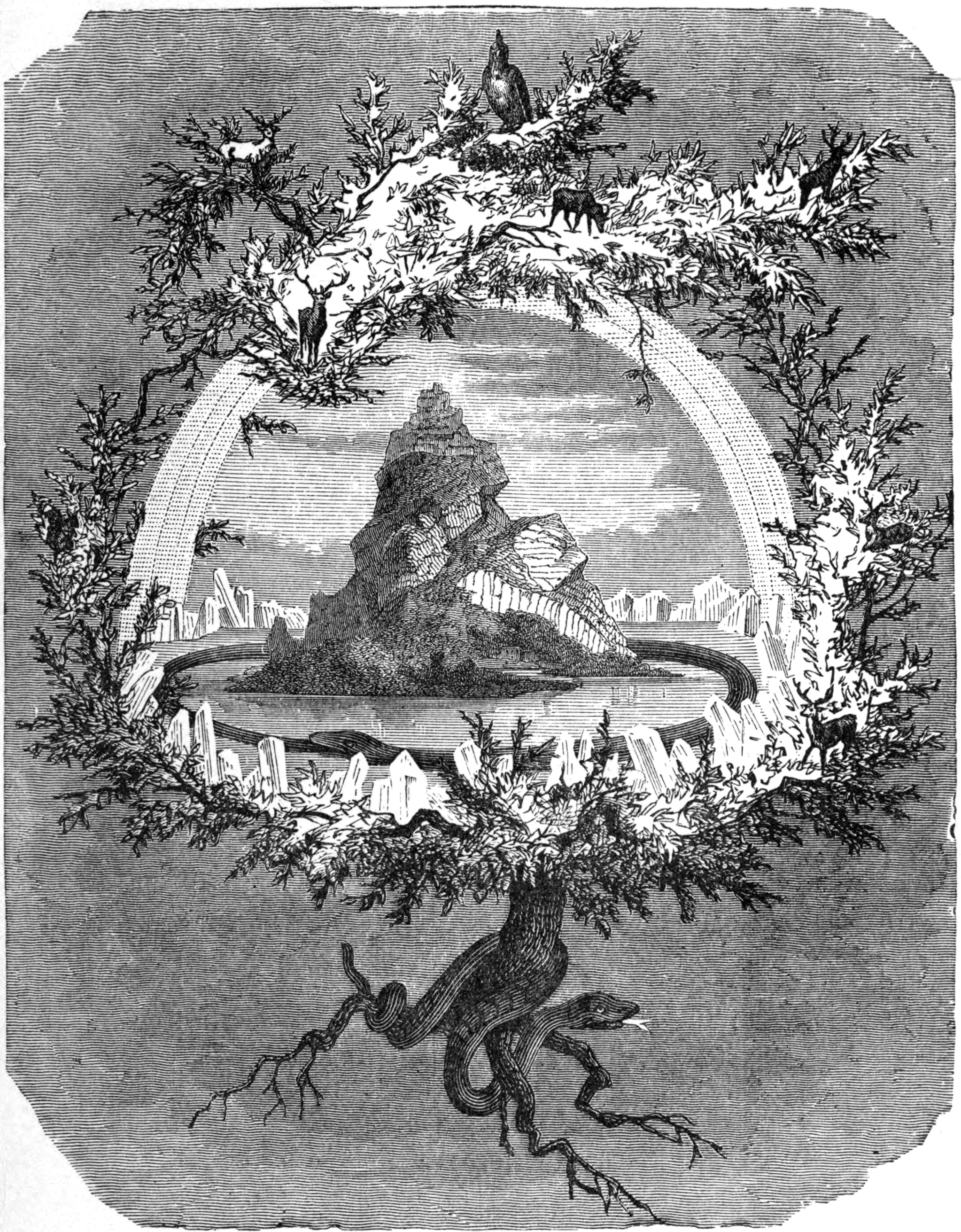
Cây thần thế giới Yggdrasil (trên tán lá cao nhất là Asgard của các vị thần, dưới rễ là Hel của các linh hồn đã chết, giữa là Trái Đất).

## Sự kiện báo hiệu
Ragnarok được báo trước bởi ba sự kiện lớn trong Thần thoại Bắc Âu, đó là ''Sự ra đời của ba đứa con của Loki'', ''Cái chết của thần Balder'' và ''Fimbulvetr''.
Fimbulvetr là ba mùa đông lạnh lẽo, khắc nghiệt, xảy ra liên tiếp nhau. Nguyên nhân xảy ra hiện tượng này là Skoll và Hati, hai con sói là con của Fenrir và phù thủy sói trong rừng Jarnvid, đuổi kịp và giết chết Mặt trời và Mặt trăng. Không có ánh sáng, thế giới chìm trong đêm tối triền miên và bão tuyết. Trong mùa đông đầu tiên, hàng loạt thảm họa thiên nhiên như động đất, núi lửa phun, sóng thần... sẽ diễn ra. Con gà trống Fjalar ở trong rừng Galgvigr xứ Jotunheim sẽ cất tiếng gáy, và tên khổng lồ Eggther sẽ gảy thụ cầm cất lời ca về sự kết thúc của thế giới. Trong mùa đông thứ hai, những cuộc chiến lớn của loài người sẽ diễn ra và một con gà trống vô danh với bộ lông đỏ máu sẽ cất tiếng gáy ở Helheim, báo hiệu cho người chết về sự bắt đầu của Ragnarok. Trong mùa đông thứ ba, trước 100 ngày khi Ragnarok xảy ra, con gà trống Gullinkambi với bộ lông vàng như ánh mặt trời, sẽ cất tiếng gáy trên nóc cung điện Valhalla tại Asgard để báo hiệu cho các vị thần.

## Chuẩn bị cho cuộc chiến cuối cùng
Để có thể giành chiến thắng trong Ragnarök, Odin, vua của Asgard, đã xây dựng Valhalla và chọn ra những trinh nữ từ các chủng tộc, ban tên cho họ là các Valkyrie (Tiếng Bắc Âu cổ: Válkyrja). Các Valkyrie có nhiệm vụ mang linh hồn của những chiến sĩ đã hy sinh anh dũng trên chiến trường về vương quốc thần thánh. Một nửa họ sẽ đến Valhalla và một nửa sẽ đến miền Folkvanger của Freya tại Vanaheim.
Các vị thần sau đó đã trói Fenrir bằng Gleipnir của tộc Người Lùn, ném Jormungand xuống đáy biển Midgard và quẳng Hel xuống Helheim nhằm trì hoãn quá trình diễn ra Ragnarök.

## Cuộc chiến cuối cùng
Thần Heimdall, 'vị thần trắng', sẽ thổi chiếc tù và Gjalarhorn. Với âm thanh lớn đến mức mọi nơi trong Chín thế giới đều nghe thấy. Thần Odin sẽ dẫn dầu các vị thần cùng đội quân Einherjar của Valhalla tiến thẳng đến đồng bằng Vigrid (tiếng Bắc Âu cổ: Vígríðr, "chiến trường") rộng mỗi bề 1000 dặm. Trong bài thơ Fafnismal, con rồng Fafnir đã tiết lộ cho Sigurd biết vùng đất Vigrid nằm trên hòn đảo Oskopnir (tiếng Bắc Âu cổ: Óskópnir, "chưa được kiến tạo"). Freya sẽ lật ngược cung điện của nàng là Sessrumnir, vốn là một con tàu khổng lồ, để chở các đạo quân của chư thần băng qua đại dương, tiến thẳng chiến trường. Toàn thể loài Elves, Người Lùn và Con người cũng tham gia chiến đấu.
Tuy nhiên, Loki sẽ thoát ra khỏi sự trừng phạt dành cho hắn, tạo ra một liên minh với tộc Người Khổng Lồ. Surt, vua của Muspelheim và Hel chế tạo ra con thuyền Naglfar từ móng tay và móng chân của người chết, nhằm chở hết đội quân của chúng. Loki và Hrym sẽ thay phiên nhau lái con tàu đến miền chiến địa Vigrid, nơi mà thần Frey đã chờ sẵn. Surt và những Đứa con của Muspell, tức là người Khổng Lồ Lửa, sẽ phá hủy cây cầu Bifrost nhằm ngăn cản bước chân các vị thần.
Frey là vị thần đầu tiên ngã xuống trên chiến trường. Mặc dù chỉ có một cặp sừng hươu, Frey đã đánh bại và giết vô số tên khổng lồ, trong đó có cả người em vợ Beli. Surt với thanh gươm Laevatein (tiếng Bắc Âu cổ: Lævateinn, "gậy đánh đập") sáng hơn ánh mặt trời tiến đến tử chiến cùng vị thần. Cả Surt và Frey đều chết chung. Con sói Fenrir được giải thoát khỏi Gleipnir, liền há rộng mõm, hàm dưới chạm xuống đất, hàm trên chạm lên trời. Nó sẽ nuốt các vì sao vào bụng và lửa phun ra từ mắt, mũi, miệng của nó. Odin, cưỡi trên lưng con chiến mã Sleipnir, mình mặc bộ giáp vàng chói, tay vung ngọn giáo Gungnir xông thẳng vào giữa chiến trường, giết vô số kẻ thù. Tuy nhiên Ngài sẽ thất bại trước Fenrir và bị nó nuốt chửng. Vidar, con trai của Odin, có một đôi giày đặc biệt do chính mẹ chàng khâu. Vidar nhét giày vào miệng con sói để nó mắc nghẹn. Chàng nắm lấy hai hàm răng của nó rồi xé toạc cổ họng Fenrir, trả thù cho cha. Con sói với bộ ngực vấy máu người Garm, xông thẳng vào thần Tyr và giết chết Ngài dù chính nó cũng mất mạng. Thần Thor quyết chiến đến cùng với mãng xà Jormungand và giết nó thành công. Tuy nhiên Thor đã thấm quá nhiều máu độc và hơi độc của nó nên Ngài chỉ đi được chín bước rồi chết. Thần Heimdall vũ trang bằng thanh gươm Hofund, lao vào giao đấu với Loki và cả hai đều vong mạng bởi lưỡi kiếm của đối phương. Các vì sao rơi rụng lả tả, mặt đất chìm xuống đáy đại dương, lửa cháy điên cuồng. Hồi kết của thế giới đã đến...

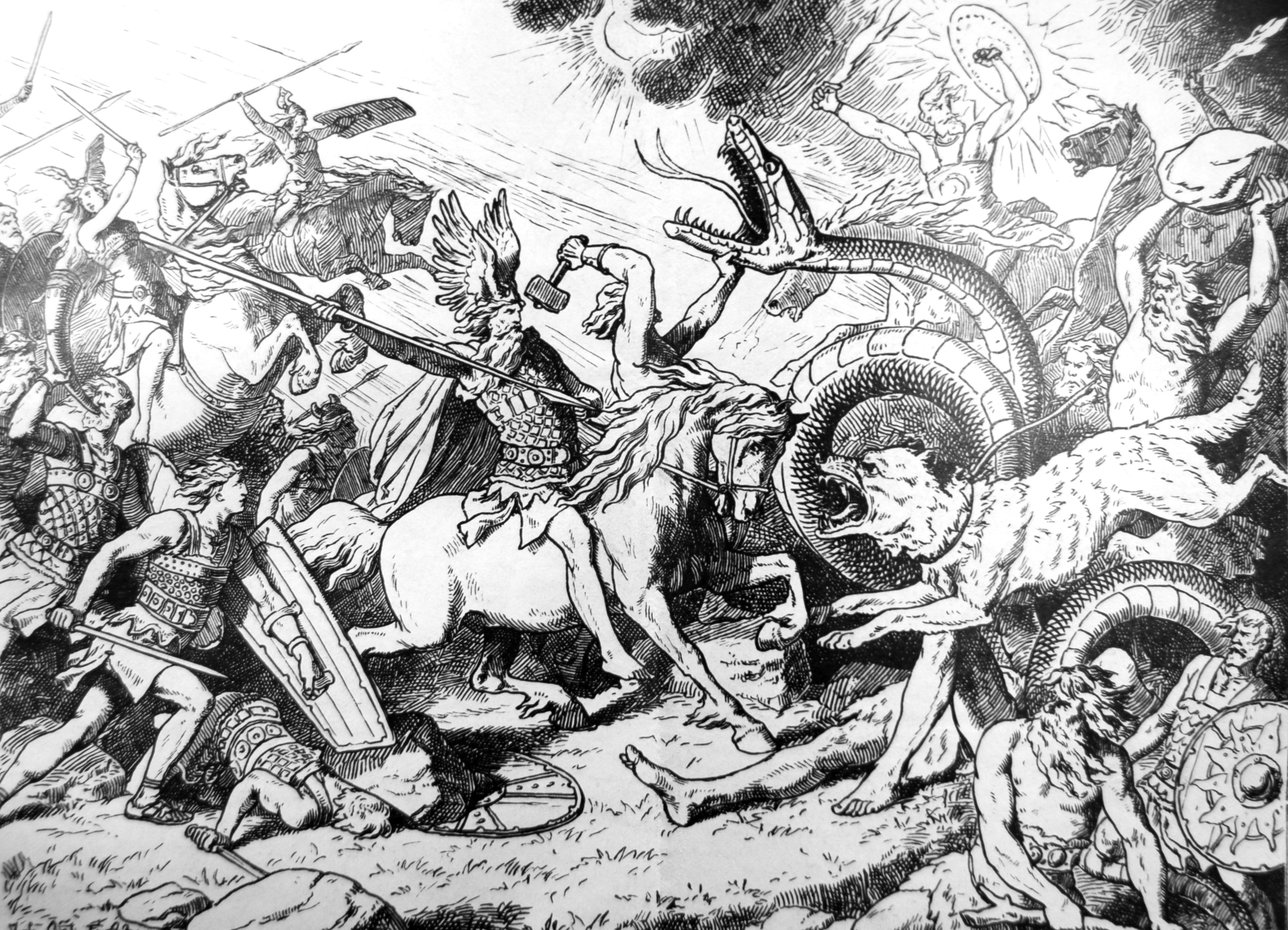
Bức tranh mô tả trận chiến cuối cùng trong Ragnarok.

## Hậu Ragnarok
Sau chín ngày kể từ khi Ragnarok kết thúc, mặt đất lại nổi lên, đã được thanh lọc và trở nên xanh tươi như thời viễn cổ. Có một người đàn ông và phụ nữ được gọi là Lif và Lifthrasir, đã trốn trong cánh rừng Hoddmimis Holt của thần Mimir. Thật ra cánh rừng này vốn là tán lá của Yggdrasil. Hai con người ấy được nuôi dưỡng nhờ hơi sương mát lành và sống sót qua ngày tận thế. Những linh hồn của người công chính từ lâu đài Gimli sẽ trở lại mặt đất, cùng với hai người họ gây dựng lại toàn bộ loài người. Thần Balder và người vợ Nanna rời khỏi Helheim, tập hợp lại những vị thần còn sống và trở về Idavoll, nơi là trung tâm của Asgard khi xưa. Magni và Modi nhặt được cây búa của cha (Thor). Các vị thần sẽ đến lâu đài Gimli trên tầng trời Vidblainn, để dần dần xây dựng lại thế giới mới, nơi không còn chiến tranh hay thiếu thốn. Như vậy, Ragnarok không chỉ là một ngày tận thế mà đó còn là một sự khởi đầu của một trật tự thế giới mới, đẹp đẽ hơn và hoàn thiện hơn.

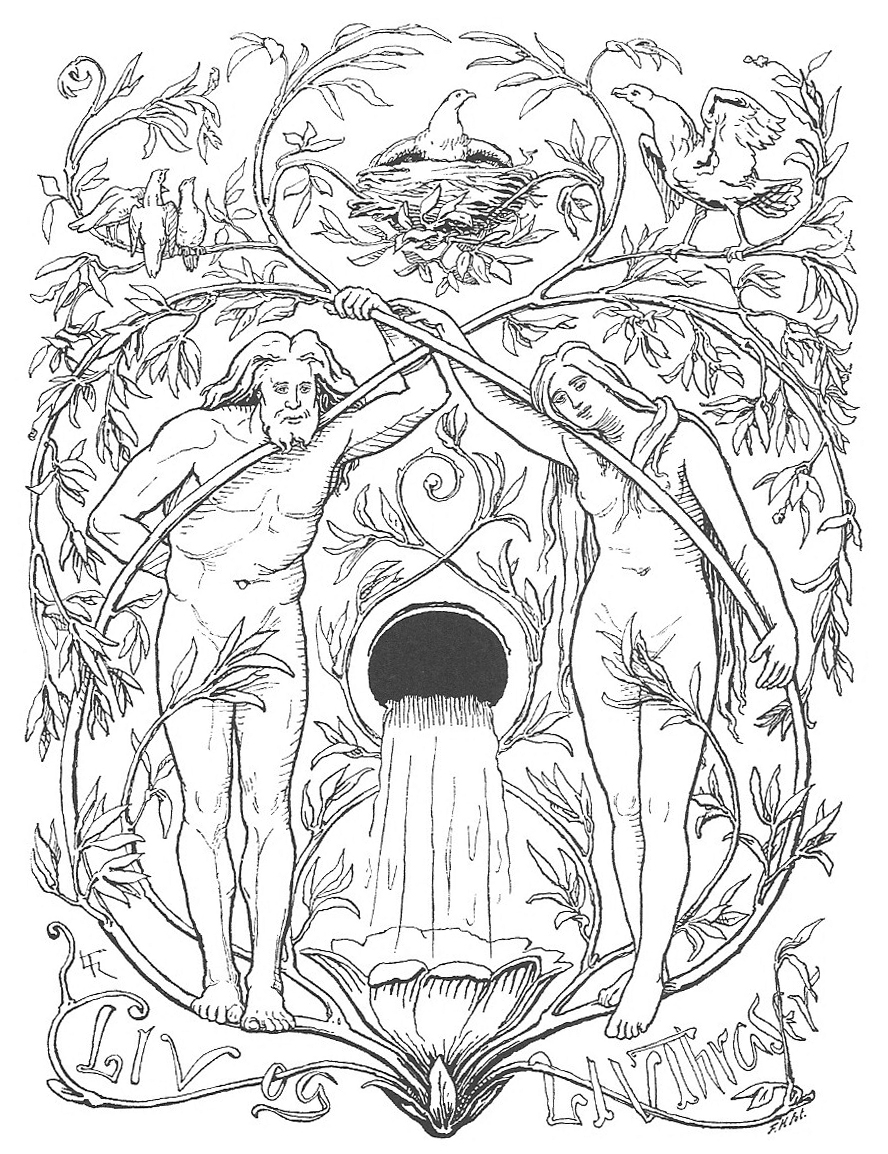
Líf and Lífthrasir - 2 người phàm còn sống duy nhất sau Ragnarok